# Moviment Yazidi per la Reforma i el Progrés
Moviment Yezidi per la Reforma i el Progrés és un partit polític iraquià de base yazidi o yezidi (un grup etnoreligiós principalment kurd) representat especialment a les planes de Niniveh en territori sota control del Govern Regional del Kurdistan. Va participar en les eleccions a les governacions del gener del 2005 amb un escó per Niniveh, i a les primeres eleccions parlamentàries iraquianes del desembre de 2005 on va obtenir 21.908 vots (0,2) i un escó (en la persona de Amin Farhan Jejo). A les eleccions a les assemblees de les governacions del gener de 2009 va repetir escó. El yazidis van tenir un escó garantit a les eleccions del 2010.